# Пихта киликийская
Пи́хта килики́йская (лат. Ábies cilicica) — вечнозелёное однодомное дерево; вид рода Пихта семейства Сосновые (Pinaceae), в естественных условиях произрастающий в Ливане, Сирии и Турции.
Имеет два подвида:
- Abies cilicica subsp. cilicica (Antoine & Kotschy) Carrière (1855)
- Abies cilicica subsp. isaurica Coode & Cullen (1965)

## Синонимы
Синонимы подвида Abies cilicica subsp. cilicica:
- Abies cilicica var. pyramidalis Boydak & Erdogrul (2000)
- Abies kotschyana Fenzl ex Tchich. (1866)
- Abies selinusia Carrière (1856)
- Picea cilicica (Antoine& Kotschy) Gordon (1862)
- Pinus cilicica Antoine & Kotschy (1853)

Синонимы подвида Abies cilicica subsp. isaurica:
- Abies cilicica var. isaurica (Coode & Cullen) Silba (2000)

## Ботаническое описание
Узкое пирамидальное дерево с восходящими вверх ветвями от самой земли, 25—35 метров высотой и до 210 см в обхвате.
Кора пепельно-серая, гладкая, со временем покрывается глубокими трещинами.
Молодые побеги гладкие с небольшим опушением, от светло-жёлтого до коричневого цвета.
Почки яйцевидные, не смолистые, каштаново-коричневые, заострённые или тупые, 3—4 мм длиной и 1—1,8 мм в диаметре.
Хвоя сверху тёмно-зелёная с 2—3 рядами устьиц, снизу — светло-зелёная с 6—7 рядами устьиц, голубоватая; направлена косо верх. Длина 20—40 мм, ширина 1,5—3 мм; при основании сильно скручена.
Шишки красноватые, цилиндрические, тупые, крупные: 15—30 см в длину и 4—6 см в ширину. Семенные чешуйки очень широкие, крупные, цельнокрайные; кроющие чешуйки мелкие достигают 1/4—1/2 длины семенных. Семена красновато-коричневые, 13—14 мм в длину, крылья — до 2  см в длину.

## Экология
Родина пихты — горные районы Ливана, Сирии и Турции (Киликийский Тавр и Антитавр). Образует на высотах 1300—2000 метров чистые и смешанные леса.
Пихта киликийская — медленнорастущее дерево. Предпочитает хорошо освещенные места или частичную полутень, хорошо дренированные влажные почвы. Климатические зоны выращивания: с 6 по 8.